# Chondrodesmus virgatus
Chondrodesmus virgatus är en mångfotingart som beskrevs av Chamberlin 1923. Chondrodesmus virgatus ingår i släktet Chondrodesmus och familjen Chelodesmidae.

## Underarter
Arten delas in i följande underarter:
- C. v. frater
- C. v. frater